# Malia (Zypern)
Malia (griechisch Μαλιά), türkisch Malya auch Mallia (griechisch Μαλλιά) ist eine Gemeinde im Bezirk Limassol in der Republik Zypern. Bei der Volkszählung im Jahr 2021 hatte sie 65 Einwohner.

## Lage und Umgebung

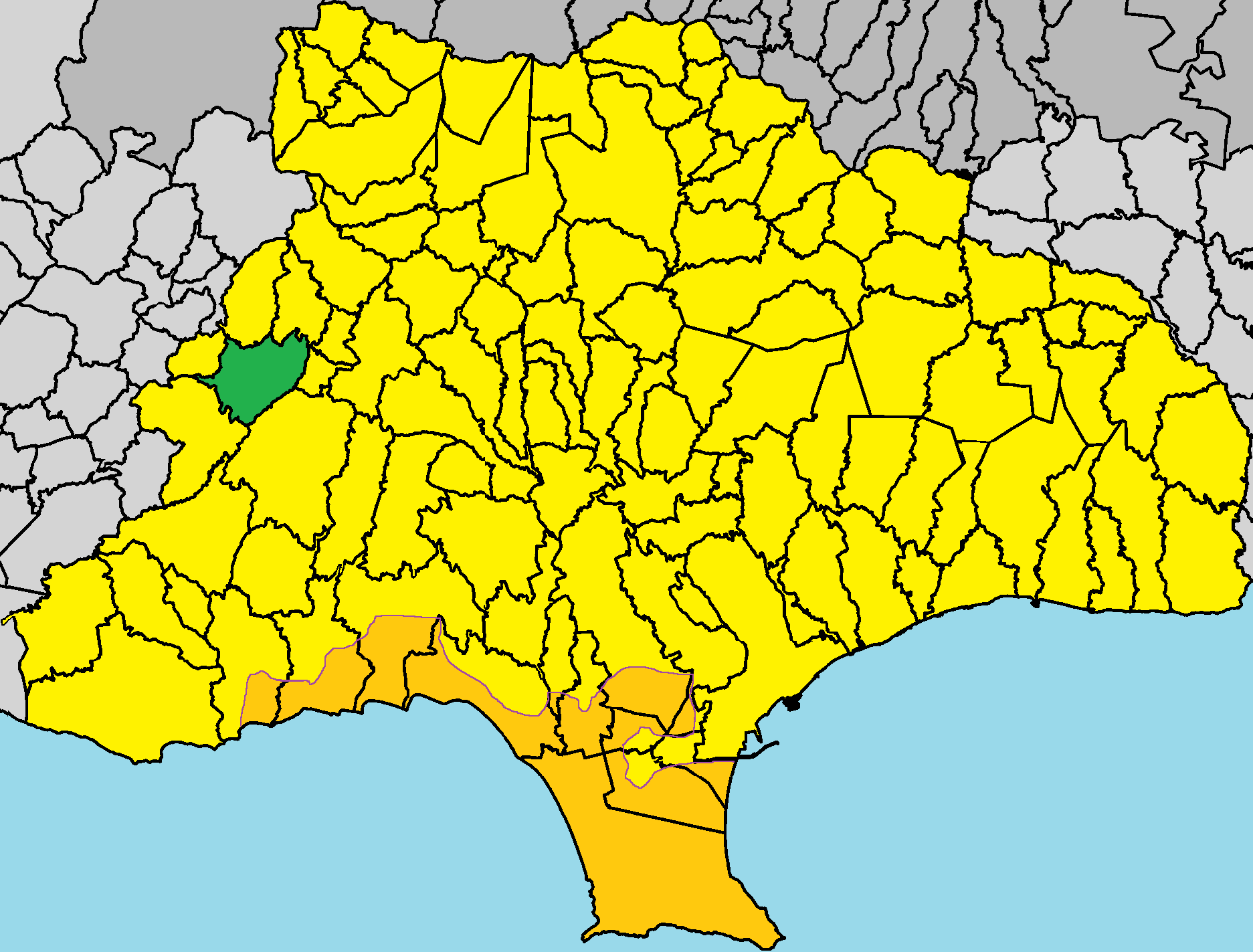
Lage im Bezirk Limassol

Malia liegt im Süden der Mittelmeerinsel Zypern auf einer Höhe von etwa 650 Metern, etwa 34 Kilometer nordwestlich von Limassol. Das etwa 12,7 Quadratkilometer große Dorf grenzt im Südwesten an Dora, im Westen an Gerovasa, im Norden an Arsos und Vasa Kilaniou, im Osten an Kissousa und im Südosten an Pachna. Das Dorf kann über die Straße E612 erreicht werden.

## Geschichte
In der Gegend des Dorfes wurden antike Gegenstände gefunden, die von der Besiedlung der Gegend seit der Antike zeugen. Im Mittelalter war Malia das Lehen einer Adelsfamilie. Florios Voustronios erwähnt, dass Malia ein Lehen war, das zwischen 1464 und 1468 Gian Peres Fabrices gehörte. Nach der Eroberung Zyperns durch die Türken wurde das Dorf von Türken besiedelt.

### Bevölkerungsentwicklung
| Jahr      | 1881 | 1891 | 1901 | 1911 | 1921 | 1931 | 1946 | 1960 | 1976 | 1982 | 1992 | 2001 | 2011 | 2021 |
| Einwohner | 477  | 494  | 468  | 563  | 638  | 635  | 706  | 712  | 390  | 215  | 58   | 59   | 64   | 65   |